# Abtsgreuth

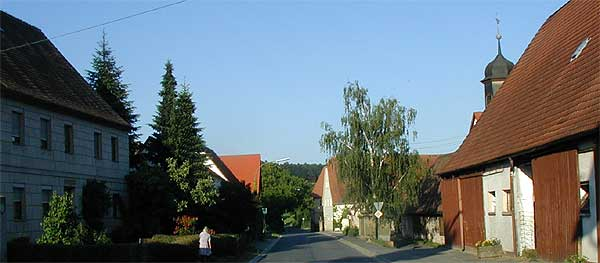
Altershäuser Straße Richtung Osten

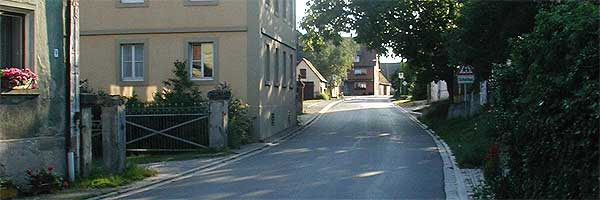
Altershäuser Straße Richtung Westen

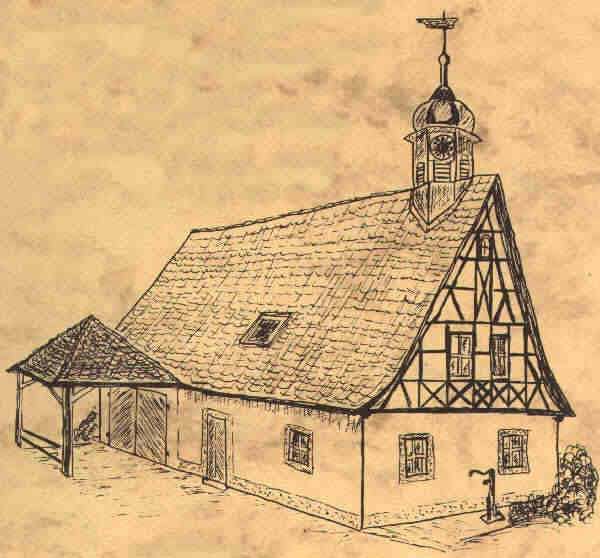
Glockenturm

Abtsgreuth (ostfränkisch: „Abtsgreid“) ist ein Gemeindeteil der Gemeinde Münchsteinach im Landkreis Neustadt an der Aisch-Bad Windsheim (Mittelfranken, Bayern). Die Gemarkung Abtsgreuth hat eine Fläche von 7,831 km². Sie ist in 587 Flurstücke aufgeteilt, die eine durchschnittliche Flurstücksfläche von 13340,20 m² haben. In ihr liegen neben dem namensgebenden Ort die Gemeindeteile Mittelsteinach und Undungsmühle.

## Geographie
Beim Dorf entspringt der Grundgraben, ein linker Zufluss des Fichtelgrabens, der wiederum ein linker Zufluss der Steinach ist. 1 km nördlich des Ortes erhebt sich der Lerchenberg (388 m ü. NHN), 0,5 km südöstlich die Polleiten und 1 km südwestlich der Steinberg. Die Staatsstraße 2256 führt an der Undungsmühle vorbei nach Mittelsteinach (0,9 km südwestlich) bzw. nach Hombeer (3,6 km nördlich). Die Kreisstraße NEA 1 führt nach Altershausen (1,6 km nordöstlich).

## Geschichte
Vermutlich ist Abtsgreuth eine Gründung des Klosters Münchsteinach aus dem 12. oder 13. Jahrhundert. Der Name deutet darauf hin, dass ein Abt des Klosters Münchsteinach das Dorf durch Rodung gegründet hat. Die Endung „-greuth“ bezeichnet ein durch Roden urbar gemachtes Land. Abtsgreuth bedeutet demnach „Rodung des Abtes“.
Als Keimzelle des Ortes gilt der Schafhof (heute Anwesen Gugel und Schmidthammer), der früher von einer Mauer umgeben war und dem Kloster gehörte. Namentlich erstmals erwähnt wurde Abtsgreuth am Dienstag, 2. September 1494, als der Erkinger von Seinsheim einen Hutstreit zwischen dem Kloster Münchsteinach und dem Herrn Heinrich von Stieber zu Steinach und Taschendorf mit einem Vertrag regelte.
Nach der Zerstreuung der Mönche 1525 durch die aufgebrachten Bauern im Zuge der Reformation und des Bauernkrieges wurde das Kloster Münchsteinach nicht mehr besetzt. Danach bestimmten die Markgrafen von Brandenburg-Kulmbach die Geschicke von Abtsgreuth.
Infolge des Dreißigjährigen Kriegs wurden 1647 Münchsteinach und die umliegenden Dörfer gründlich geplündert – die ganze Gegend war 20 Wochen lang gänzlich unbewohnt. Die Bevölkerungszahl wuchs bis um 1750 wieder an, was vor allem dem Zustrom von Exulanten, den aus den Alpenländern vertriebenen Evangelischen, zuzuschreiben war. Viele Einwohner Mittelfrankens haben Vorfahren, die aus österreichischen Landen gekommen waren.
Gegen Ende des 18. Jahrhunderts gab es in Abtsgreuth 15 Anwesen (2 Halbhöfe mit Schäferei, 1 Brauerei, 4 Huben, 2 Halbhuben, 1 Schmiede, 4 Sölden, 1 Tropfhäuslein). Das Hochgericht übte teils das brandenburg-bayreuthische Stadtvogteiamt Neustadt an der Aisch aus, teils das Castell’sche Cent Burghaslach. Die Dorf- und Gemeindeherrschaft und die Grundherrschaft über alle Anwesen hatte das brandenburg-bayreuthische Klosteramt Münchaurach.
Von 1797 bis 1810 unterstand der Ort dem Justizamt Dachsbach und Kammeramt Neustadt. 1810 kam Abtsgreuth an das Königreich Bayern. Im Rahmen des Gemeindeedikts wurde Abtsgreuth 1811 dem Steuerdistrikt Münchsteinach und der 1813 gebildeten Ruralgemeinde Münchsteinach zugeordnet. Mit dem Zweiten Gemeindeedikt (1818) entstand die Ruralgemeinde Abtsgreuth, zu der Mittelsteinach und Undungsmühle gehörten. Sie war in Verwaltung und Gerichtsbarkeit dem Landgericht Neustadt an der Aisch zugeordnet und in der Finanzverwaltung dem Rentamt Neustadt an der Aisch (1919 in Finanzamt Neustadt an der Aisch umbenannt, seit 1972 Finanzamt Uffenheim). Die Gemeinde hatte eine Gebietsfläche von 7,837 km².
1823 wurde die Schulstelle zu Abtsgreuth aufgelöst. 1834 verkaufte der Bauer Johann Conrad Mechs aus Abtsgreuth seinen Hof an den Bierbrauer Johann Georg Landbeck. Im Jahr 1835 wurde in Abtsgreuth eine Schmiede errichtet, auf der im gleichen Jahr ein Türmchen mit Uhr und Glocke angebracht wurde. Im Jahr 1846 wurde der Fuhrweg (Straße) zwischen Mittelsteinach und Abtsgreuth, nachdem er selbst mit kaum beladenem Wagen nicht mehr befahren werden konnte, neu ausgebaut.
Ab 1862 gehörte Abtsgreuth zum Bezirksamt Neustadt an der Aisch (1939 in Landkreis Neustadt an der Aisch umbenannt). Die Gerichtsbarkeit blieb beim Landgericht Neustadt an der Aisch (1879 in das Amtsgericht Neustadt an der Aisch umgewandelt).
Im Jahr 1869 sollten nach einer Entschließung der Regierung jeweils mehrere Orte zu einer Gemeinde unter einer Bürgermeisterei vereinigt werden. Abtsgreuth und Mittelsteinach wehrten sich dagegen, nach Münchsteinach eingemeindet zu werden. Die Bürger protestierten beim Bezirksamt und erhielten schließlich 1873 das Recht, ihre Gemeinden beizubehalten.
Im Jahr 1884 wurde der Männergesangverein Altershausen/Abtsgreuth gegründet. 1899 wurde in Abtsgreuth eine Posthilfsstelle errichtet. Im Mai 1902 wurde in Abtsgreuth die Freiwillige Feuerwehr gegründet. 1923 wurden in der Gemeinde der Strom und die Dorfbeleuchtung eingerichtet.
In der Nacht vom 1. zum 2. August 1928 brannten die Anwesen von August Mechs und Christian Thaler ab. Hierbei verbrannte eine große Truhe mit alten Urkunden. Anfang 1940 kamen verschleppte polnische Landarbeiter zwangsweise nach Abtsgreuth. Ab 1943/1944 bekamen die Abtsgreuther des Öfteren Luftangriffe – hauptsächlich auf Nürnberg – mit. 1945 wollten SS-Soldaten etliche Häuser sprengen, um die Straßen zu blockieren. Zwischen Abtsgreuth und Altershausen wurde die Straße vermint. Am Sonntag, 15. April 1945 rückten früh die Amerikaner in Abtsgreuth ein, binnen 10 Minuten mussten die Häuser geräumt werden.
Seit 1952 gab es in Abtsgreuth einen eigenen Friedhof, so dass die Verstorbenen nicht mehr in Münchsteinach begraben werden mussten. 1958 stiftete der nach dem Tode von Bürgermeister August Mechs zum Bürgermeister gewählte Johann Mechs für das Türmchen auf der Schäferei eine neue Glocke, nachdem die beiden Glocken dieses Türmchens in den zwei Weltkriegen eingeschmolzen worden waren.
Von 1966 bis 1971 war David Thaler letzter Bürgermeister der Gemeinde Abtsgreuth, die am 1. Januar 1972 aufgelöst und nach Münchsteinach eingemeindet wurde.
Zwischen 1970 und 1982 wurde die Flurbereinigung Abtsgreuth-Mittelsteinach durchgeführt.
Der Kegelclub Abtsgreuth wurde am 8. August 1979 gegründet. Am 17. Juni 1988 wurde das neue Feuerwehrhaus im Gründleinsweg eingeweiht, in dessen Kellergeschoss der Kegelclub eine vollautomatische Kegelbahn mit Bewirtschaftung eingebaut hatte, die am 15. Dezember 1990 eingeweiht wurde. Im Frühjahr 1991 bildete sich im Kegelclub eine Sportkeglermannschaft, die 1993, 1994 und 1995 dreimal hintereinander den Aufstieg schaffte.
Am 15. Juli 1994 fand der Festabend zur erstmaligen Erwähnung der Ortschaft Abtsgreuth vor 500 Jahren am Freitag der Keglerkerwa statt. Zu diesem Anlass überreichte der Lehrer Simon dem Vorstand des Kegelclubs Lorenz Beihl eine gerahmte Kopie der Originalurkunde des Staatsarchivs Bamberg. Eine Chronik der Ortschaften Abtsgreuth und Mittelsteinach wurde von Jürgen Schmidthammer zusammengestellt und in über 130 Exemplaren veröffentlicht.
Am 18. März 1995 wurde in einem feierlichen Akt eine von der Gemeinde anlässlich der 500-Jahr-Feier gestiftete Eiche neben dem Keglerheim gepflanzt.

### Baudenkmäler
- Haus Nr. 1: Ende 18. Jh. Satteldachhaus mit 3 Dachgeschossen, Ecklisenen und Gurtband. Einfahrt mit drei Pfeilern, profilierte Kämpferaufsätze, der östliche bezeichnet „1769“.[11]
- Haus Nr. 2: zweigeschossiges Wohnstallhaus von vier zu sieben Achsen, das Obergeschoss von 1843 (mit Fensterauswechslung); in der nordwestlichen Lisene Stein bezeichnet „1765 K.“, Hoftor bezeichnet „1837“.[11]
- Haus Nr. 5: ehemalige Schmiede; im Keilstein der Tür Handwerksemblem, Satteldach mit blechverkleidetem Glockentürmchen und Zwiebel, Holzvorbau auf zwei profilierten Stützen, Walmdächlein, frühes 19. Jahrhundert.[11]
- Altershäuser Str. 14: Gasthaus Weißes Roß

### Einwohnerentwicklung
Gemeinde Abtsgreuth
| Jahr      | 1818   | 1840   | 1852   | 1855   | 1861   | 1867   | 1871   | 1875   | 1880   | 1885   | 1890   | 1895   | 1900   | 1905   | 1910   | 1919   | 1925   | 1933   | 1939   | 1946   | 1950   | 1952   | 1961  | 1970   |
| Einwohner | 189    | 201    | 223    | 218    | 223    | 230    | 227    | 212    | 238    | 218    | 215    | 201    | 193    | 186    | 194    | 205    | 191    | 173    | 175    | 295    | 289    | 251    | 202   | 171    |
| Häuser    | 33     | 32     |        |        |        |        | 36     |        |        | 37     | 36     |        | 38     |        |        |        | 34     |        |        |        | 35     |        | 37    |        |
| Quelle    | [ 13 ] | [ 14 ] | [ 15 ] | [ 15 ] | [ 16 ] | [ 17 ] | [ 18 ] | [ 19 ] | [ 20 ] | [ 21 ] | [ 22 ] | [ 15 ] | [ 23 ] | [ 15 ] | [ 24 ] | [ 15 ] | [ 25 ] | [ 15 ] | [ 15 ] | [ 15 ] | [ 26 ] | [ 15 ] | [ 9 ] | [ 27 ] |

Ort Abtsgreuth
| Jahr      | 001818 | 001840 | 001861 | 001871 | 001885 | 001900 | 001925 | 001950 | 001961 | 001970 | 001987 |
| Einwohner | 107    | 94     | 121    | 116    | 116    | 96     | 96     | 163    | 122    | 106    | 113    |
| Häuser    | 16     | 17     |        |        | 17     | 18     | 17     | 19     | 20     |        | 29     |
| Quelle    | [ 13 ] | [ 14 ] | [ 16 ] | [ 18 ] | [ 21 ] | [ 23 ] | [ 25 ] | [ 26 ] | [ 9 ]  | [ 27 ] | [ 28 ] |

## Religion
Der Ort ist seit der Reformation evangelisch-lutherisch geprägt und nach St. Nikolaus (Münchsteinach) gepfarrt.

## Vereine
- Kegelclub Abtsgreuth e. V.
- Freiwillige Feuerwehr Abtsgreuth
- Männergesangverein Altershausen-Abtsgreuth